# Amerotyphlops brongersmianus
Amerotyphlops brongersmianus — вид змій родини сліпунів (Typhlopidae). Мешкає в Південній Америці. Вид названий на честь нідерландського герпетолога Лео Бронгерсми.

## Поширення і екологія
Amerotyphlops brongersmianus мешкають в Колумбії, Перу, Болівії, Бразилії, Парагваї, Аргентині, Венесуелі, Гаяні і Суринамі, а також на острові Тринідад. Вони живуть в тропічних лісах і саванах. Живляться мурахами і термітами. Відкладають яйця.